# حزب الحرية والعدالة الاجتماعية
حزب الحرية والعدالة الاجتماعية (بالفرنسية: Parti de la Liberté et de la Justice Sociale)‏ يعرف اختصارًا بـ (PLJS) هو حزب سياسي ليبرالي قومي ذو أيديولوجية وسطية في المغرب. أسس يوم 18 يناير 2004.
لم يفز الحزب بأي مقاعد في الانتخابات البرلمانية التي أجريت في 7 سبتمبر 2007، وحصل الحزب في الانتخابات التشريعية لعام 2011 على مقعد واحد فقط من أصل 395 يشكلون مجلس النواب المغربي.
رمز الحزب هو الفيل.

## التاريخ
إنشي حزب PLJS من قبل ميلود موسوي، وهو شخصية سابقة في التجمع الوطني للأحرار (استقال في عام 1998) ثم من حزب الليبرالي المغربي (PML) في عام 2004، استقال من PML بعد خلاف مع محمد زيان، وقرر إنشاء حزب PLJS الخاص به.

## أيديولوجيا
يحتل حزب الحرية والعدالة الاجتماعية مركز الوسطية في المشهد السياسي المغربي، ويرفض أمينه العام ميلود موسوي أن يكون حزبه موضوع تصنيف يمين ويسار ويؤكد أن «هذه المفاهيم الغربية لا علاقة لها بواقع المجتمع المغربي». ومع ذلك يؤكد موسوي أن «حزب الحرية والعدالة الاجتماعي يشعر بأنه أقرب إلى التشكيل مثل حزب الاستقلال من حزب الاتحاد الاشتراكي للقوات الشعبية، على سبيل المثال».
بالإضافة إلى ذلك ، فإن الحزب من أتباع التيار القومي المغربي المتطرفه. أكد ميلود موسوي في عام 2005 «أن حزبه لن يكون له أي صلة بالطبقة السياسية والترابطية الجزائرية طالما أن الجنود المغاربة لا يزالون مسجونين على الأراضي الجزائرية».

## التمثيل التشريعي
لم يحصل الحزب على أي مقعد خلال مشاركته الأولى في الانتخابات التشريعية لعام 2007. فاز الحزب بمقعد واحد في انتخابات 2011 فقط في دائرة شفشاون.

## التمثيل البلدي
حصل الحزب في الانتخابات البلدية لعام 2009 على 7 مقاعد، وبالتالي جاء في المرتبة الأخيرة.